# Lexus RX

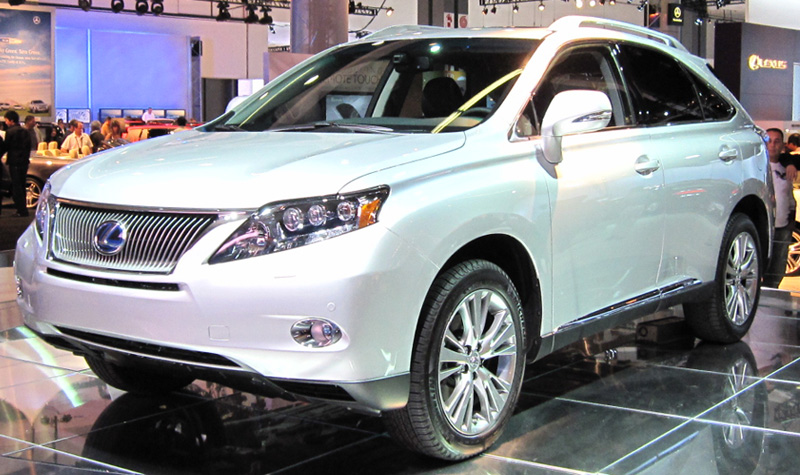
De derde generatie Lexus RX

De Lexus RX is een cross-over-SUV van het Japanse automerk Lexus, het luxemerk van Toyota.
De RX wordt vanaf 1998 verkocht. Er zijn sindsdien vijf generaties op de markt gebracht.
- Generatie I, RX XU10 (1998 - 2003) : Deze onderging in 2000 wel een facelift.
- Generatie II, RX XU30 (2003 - 2008) : In 2004 kwam hiervan ook een hybride versie op de markt.
- Generatie III, RX AL10 (2008 - 2015) : In 2012 kreeg deze een facelift
- Generatie IV, RX AL20 (2015 - 2022) : In 2019 kreeg deze een facelift
- Generatie V, RX ALA10/ALH10 (2022 - nu)

Leverbaar in Nederland en België: ES · LC · LS · NX · RX · RZ · UX

Alleen leverbaar buiten Nederland en België : CT · GX · IS · LM · LX · RC

Niet meer leverbaar: GS · HS · LFA · SC